# Aliança Nacional (Itália)
A Aliança Nacional (em italiano: Alleanza Nazionale, AN) foi um partido político italiano de ideologia conservadora e nacionalista.
Fundado em 1995, como sucessor do Movimento Social Italiano-Direita Nacional, distanciou-se da ideologia fascista para se tornar um partido democrático de direita.
Formou parte de várias alianças com Forza Italia e Lega Nord e, fez parte de governos italianos entre 1994 e 1995, e, novamente, entre 2001 e 2006.
Em 2009, fundiu-se com Forza Italia para dar origem a um novo partido político: O Povo da Liberdade.
O fundador e líder, entre 1995 e 2008, foi Gianfranco Fini.

## Resultados eleitorais

### Eleições legislativas

#### Câmara dos Deputados
| Data | CI. | Votos     | %            | +/- | Deputados | +/- | Status   |
| ---- | --- | --------- | ------------ | --- | --------- | --- | -------- |
| 1994 | 3.º | 5 214 133 | 13,5 / 100,0 |     | 109 / 630 |     | Governo  |
| 1996 | 3.º | 5 870 491 | 15,7 / 100,0 | 2,2 | 92 / 630  | 17  | Oposição |
| 2001 | 4.º | 4 463 205 | 12,0 / 100,0 | 3,7 | 99 / 630  | 7   | Governo  |
| 2006 | 3.º | 4 706 554 | 12,3 / 100,0 | 0,3 | 71 / 630  | 28  | Oposição |

#### Senado
| Data | CI.                    | Votos                  | %                      | Deputados | +/- |
| ---- | ---------------------- | ---------------------- | ---------------------- | --------- | --- |
| 1994 | no Polo das Liberdades | no Polo das Liberdades | no Polo das Liberdades | 48 / 315  |     |
| 1996 | no Polo das Liberdades | no Polo das Liberdades | no Polo das Liberdades | 43 / 315  | 5   |
| 2001 | na Casa das Liberdades | na Casa das Liberdades | na Casa das Liberdades | 45 / 315  | 2   |
| 2006 | 3.º                    | 4 234 693              | 12,2 / 100,0           | 41 / 315  | 3   |

### Eleições europeias
| Data | CI. | Votos     | %            | +/- | Deputados | +/- | Notas                   |
| ---- | --- | --------- | ------------ | --- | --------- | --- | ----------------------- |
| 1994 | 3.º | 4 108 670 | 12,5 / 100,0 |     | 11 / 87   |     |                         |
| 1999 | 3.º | 3 194 661 | 10,3 / 100,0 | 2,2 | 8 / 87    | 1   | Aliança com Pacto Segni |
| 2004 | 3.º | 3 736 606 | 11,5 / 100,0 | 1,2 | 9 / 78    | 1   |                         |